# Wolfgang Zientek
Wolfgang Zientek (* 7. August 1964 in Hessisch Lichtenau) ist ein ehemaliger deutscher Fußballspieler.

## Sportlicher Werdegang
Zientek entstammt der Jugend des TV Hessisch Lichtenau und des KSV Hessen Kassel. Dort spielte zunächst für die Amateurmannschaft des Klubs, ehe er am 2. August 1986 bei der 0:3-Niederlage beim SV Darmstadt 98 der Profimannschaft in der 2. Bundesliga debütierte. Beim 5:0-Auswärtserfolg am achten Spieltag beim Abstiegskonkurrenten FSV Salmrohr erzielte Zientek sein einziges Profitor. Den letzten Zweitligaeinsatz verzeichnete er als Einwechselspieler für Michael Deuerling bei der 0:3-Auswärtsniederlage gegen den Abstiegskonkurrenten Eintracht Braunschweig am viertletzten Spieltag, in dessen Folge der vorzeitige Abstieg in die Oberliga Hessen feststand. Insgesamt stand Zientek in der Saison 1986/87 bei 13 Spielen für Kassel auf dem Platz.
Nach dem Abstieg wechselte Zentek zum Ortsrivalen CSC 03 Kassel, mit dem er als Aufsteiger in der Oberligasaison 1987/88 den Klassenerhalt verpasste. Anschließend kehrte er zu Hessen Kassel zurück, wo er sich jedoch nicht hatte durchsetzen können und trotz des Zweitligaaufstiegs am Ende der Spielzeit 1988/89 den Klub in Richtung Borussia Fulda verließ. Mit Fulda gelang Zientek der Aufstieg in die Oberliga (damals 3. Liga). Nachdem Hessen Kassel erneut aus der 2. Bundesliga abgestiegen war, kehrte er erneut zum Klub zurück, spielte aber vornehmlich für die zweite Mannschaft und ab 1993 für den unterklassig antretenden FSV Kassel, bei dem er später die aktive Laufbahn beendete und auf die Trainerbank wechselte.
1997 ging Zientek als Jugendtrainer zum KSV Baunatal, es folgten Stationen als Cheftrainer beim VfB Süsterfeld und der SG Lossetal im unterklassigen Amateurbereich. 2009 kehrte er abermals zum KSV Hessen Kassel zurück, wo er zunächst als Trainerassistent von Claus Schäfer die Reservemannschaft betreute und diesen später beerbte. Außerdem trainierte er das Frauenteam und war als Jugendkoordinator tätig. Ab 2012 trainierte er den BC Sport Kassel, mit dem er 2013 in die Verbandsliga Hessen aufstieg und sich dort in der ersten Spielzeit als Tabellenvierter im vorderen Bereich platzieren konnte. Nach dem Abstieg am Ende der folgenden Saison trennten sich die Wege. Danach trainierte er den Kasseler Kreisligisten FC Hermannia. Ab 2017 übernahm er das Traineramt beim VfB Viktoria Bettenhausen und zeitweise parallel als Interimstrainer die Frauenmannschaft des TSV Zierenberg. 2022 kehrte er als Trainer der zweiten Mannschaft zum BC Sport Kassel zurück, nach nur einem Sieg aus den ersten neun Spielen der Kreisligasaison 2023/24 kam im Herbst 2023 die Trennung. Anfang 2024 übernahm er den Trainerposten beim SBV 07 Kassel.